# Rhizophydium clavatum
Rhizophydium clavatum är en svampart som beskrevs av Karling 1968. Rhizophydium clavatum ingår i släktet Rhizophydium och familjen Rhizophydiaceae.   Inga underarter finns listade i Catalogue of Life.